# Кнез Монака
Кнез Монака (фр. Prince de Monaco) је шеф државе у Монаку. Тренутни кнез је Алберт II из династије Грималди.

## Надлежности
Кнез Монака представља Кнежевину Монако у свим односима са страним државама. Он склапа све међународне уговоре и за њих није потребно одобрење Националног савјета. Свака промјена и допуна Устава мора бити урађена у сагласности са кнезом и Националним савјетом.
Извршну власт врши само кнез Монака. Он поставља и разрјешава државног министра и савјетнике Владиног савјета. Кнез поставља и отпушта све државне службенике. Државни министар и Владин савјет су непосредно одговорни само кнезу за све своје послове.
Законодавну власт врши кнез и Национални савјет. Кнез може предлагати законске предлоге, а Национални савјет о њима одлучује. Он има право да распусти Национални савјет. Кнез поставља и разрјешава предсједника Националног савјета.
Судску власт формално врши кнез. Судови доносе и изричу пресуде у Његово име. Кнез поставља и отпушта чланове Врховног суда и Кнежевског савјета.
Алберт II даје амнестије, помиловања и држављанство Монака, додјељује ордене, титуле и друга одликовања.

Монако је, поред Лихтенштајна и Ватикана, држава у којој монарх има стварна политичка овлашћења.

## Титула
Кнез Монака, осим те титуле, посједује још многе титуле које се ријетко користе. Неке од њих се не могу додијелити члановима породице владајућег кнеза или њиховим супругама. Многе од тих титула добијене су склапањем бракова породице Грималди са другим династијама и племићким породицама, иако кнез Монака нема власти над тим титуларним земљама.
Титула кнеза Монака се такође даје и неким члановима владајуће породице. Али њих не треба мијешати са титулом кнеза која заправо гласи „Његово Светло Величанство владајући кнез Монака“.